# Xã Penn, Quận St. Joseph, Indiana
Xã Penn (tiếng Anh: Penn Township) là một xã thuộc quận St. Joseph, tiểu bang Indiana, Hoa Kỳ. Năm 2010, dân số của xã này là 66.198 người.